# Drosophila substenoptera
Drosophila substenoptera är en tvåvingeart som beskrevs av Elmo Hardy 1969. Drosophila substenoptera ingår i släktet Drosophila och familjen daggflugor.
Artens utbredningsområde är Hawaii.